# Литовцы в Балтиморе
История литовцев в Балтиморе начинается в середине XIX века. Тысячи литовцев иммигрировали в Балтимор между 1880-ми и 1920-ми годами. Литовская община в США была в основном сосредоточена в историческом районе Холлинс-Раундхаус. Литовская община Балтимора основала несколько учреждений для сохранения литовского наследия города, в том числе римско-католический приход, культурный фестиваль, танцевальный зал и иешиву.

## Статистика

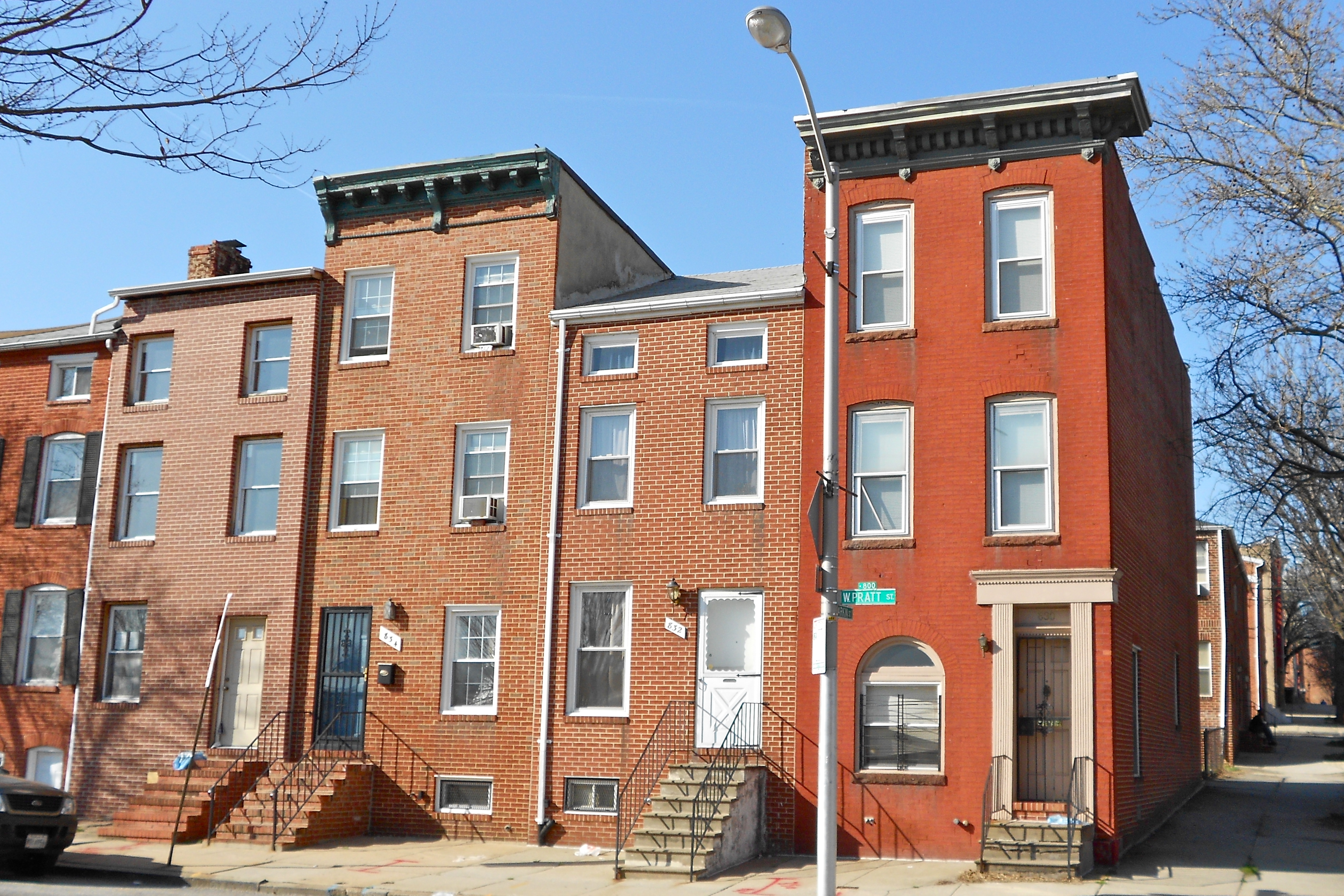
Бывшее здание Литовского центра. Март 2012 года

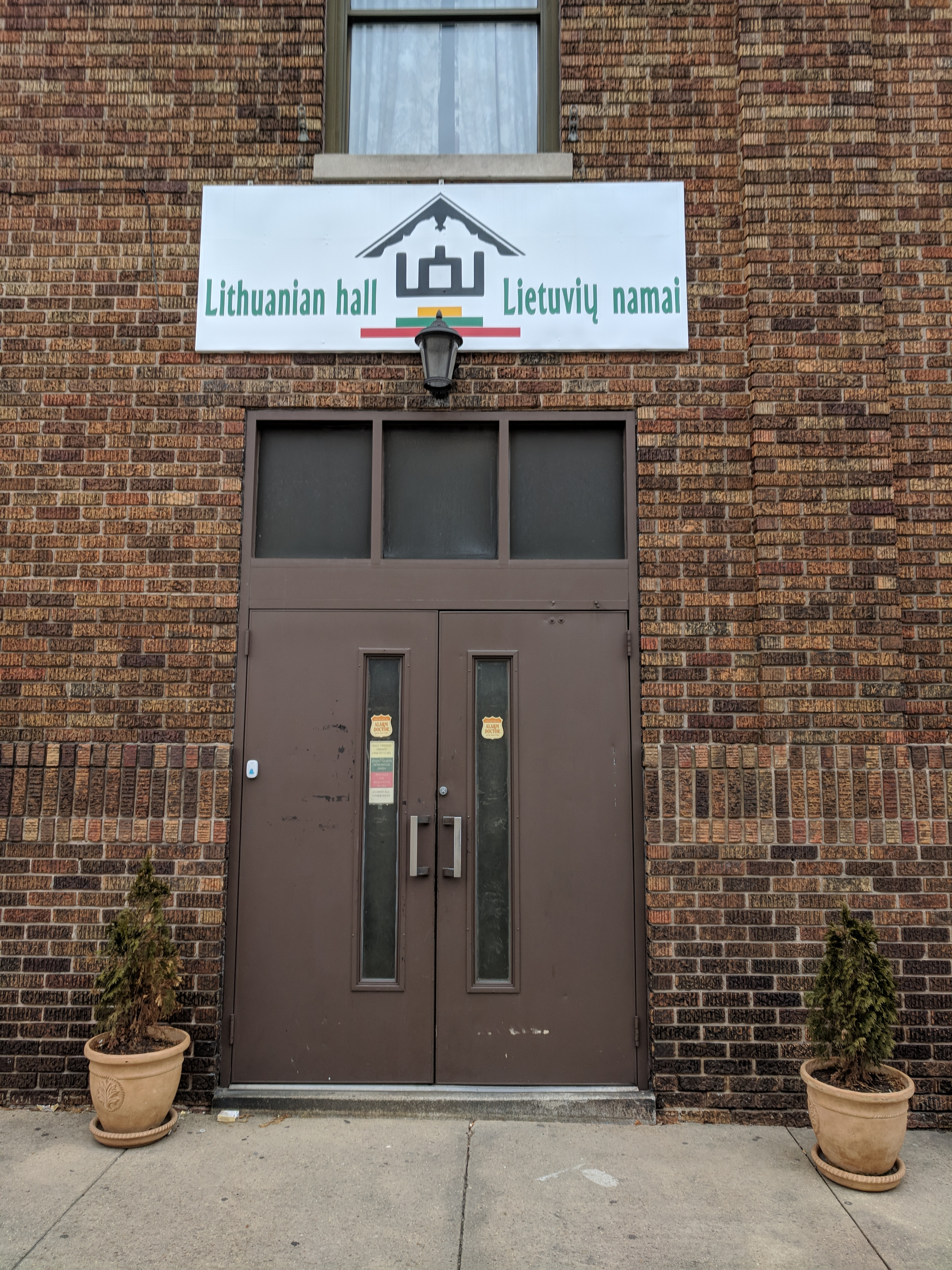
Литовский зал. Февраль 2018 года

В 1920 году 2 554 белых человека иностранного происхождения в Балтиморе говорили либо на литовском, либо на латышском языках.
В 1940 году в Балтиморе проживало 2 839 иммигрантов из Литвы. Эти иммигранты составляли 4,7 % белого населения города иностранного происхождения.
По данным переписи населения Соединенных Штатов 1960 года, американцы литовского происхождения составляли 44 % иностранного населения Южного Балтимора.
К 1991 году в районе Балтимора проживало около 20 000 литовцев.
Литовская община в Балтиморской агломерации насчитывала 11 024 человека по состоянию на 2000 год, что составило 0,4 % населения. В том же году литовское население города Балтимора составляло 1 519 человек, или 0,2 % всего населения города.
По состоянию на 2013 год в Балтиморе проживали 1 092 американца литовского происхождения, что составляет 0,2 % населения; а по состоянию на сентябрь 2014 года иммигранты из Литвы были 102-м по количеству населением иностранного происхождения в Балтиморе.

## История

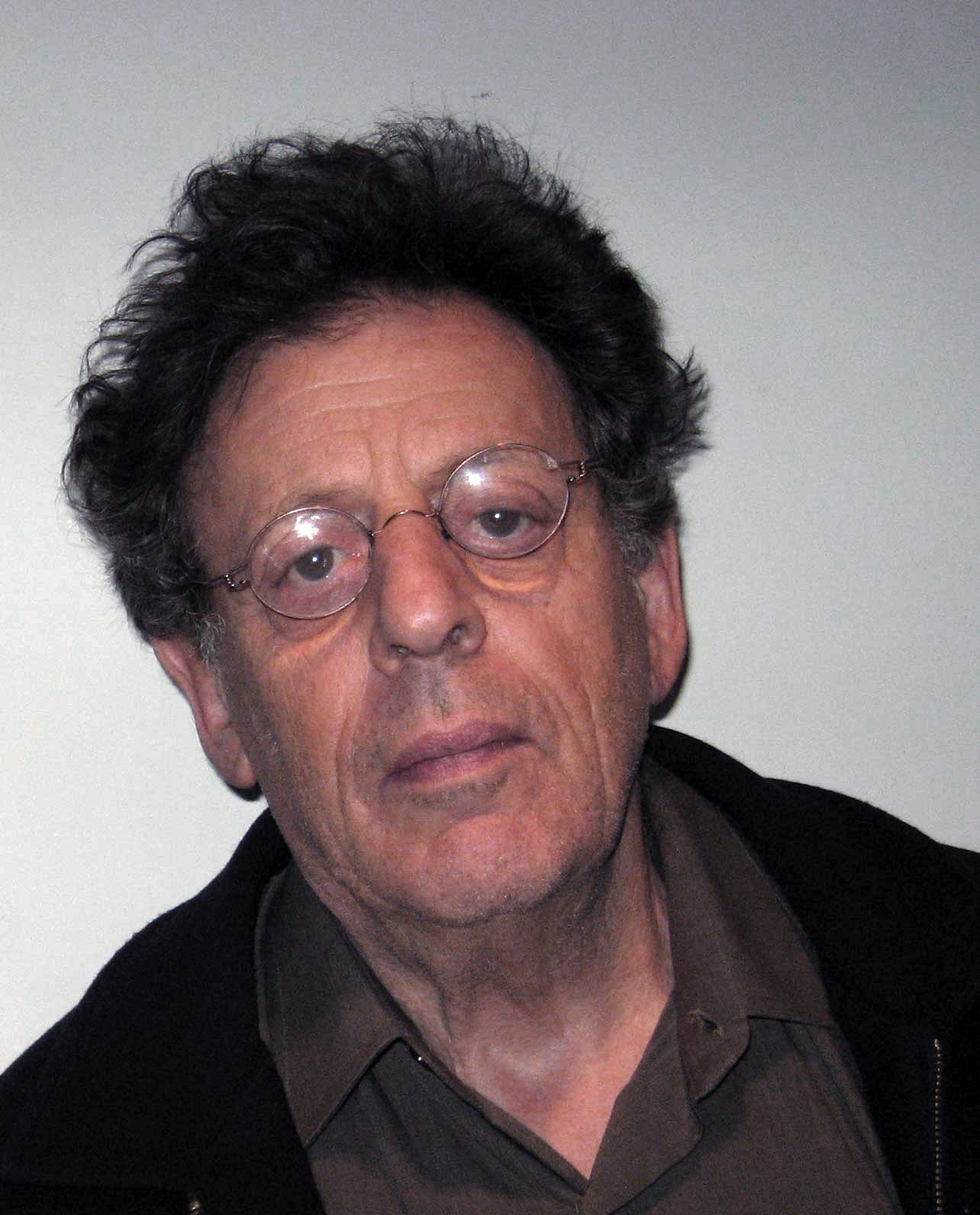
Филип Гласс, композитор, один из наиболее влиятельных музыкантов второй половины XX века

Первые литовцы поселились в Балтиморе в 1876 году. Их количество резко выросло в 1880-х годах, и такой рост продолжился до 1920-х годов. К 1950 году литовская диаспора составляла около 9 000 человек. Они заселяли в основном районы к северу от улицы Холлинс, который стал известен как Маленькая Литва Балтимора.
В 1889 году Йонас Шлюпас основал Литовское научное общество в Балтиморе. Он продвигал литовский язык и культуру и действовал до 1896 года.
Большинство литовцев, поселившихся в Балтиморе, считались католиками. Тем не менее, значительное меньшинство составляли литовские евреи. Между 1880-ми и 1920-ми годами литовские евреи (также известные как литваки) были основой еврейской иммиграции в Балтимор.